# Abdelillah Nhaila
 Der er for få eller ingen kildehenvisninger i denne artikel, hvilket er et problem. Du kan hjælpe ved at angive troværdige kilder til de påstande, som fremføres i artiklen.

Abdelillah Nhaila (født 2. december 1981) er en marokkansk amatørbokser, som konkurrerer i vægtklassen fluevægt. Nhaila har ingen større internationale resultater, og fik sin olympiske debut da han repræsenterede Marokko under sommer-OL 2008. Her blev han slået ud i første runde af Samir Mammadov fra Aserbajdsjan i samme vægtklasse.